# 月のキャットウーマン
『月のキャットウーマン』（Cat-Women of the Moon ）は、1953年に製作されたSF映画。

## 概要
1953年にアスター・ピクチャーズで製作された月世界探検をモチーフとしたSF映画である本作。月に着陸した探検隊の一行が、その月に暮らすキャットウーマンの集団に遭遇するという内容を主にテレビなどで活躍していた映画監督で編集技術者のアーサー・ヒルトンがメガホンをとっている。全体的に見るとチープなセットや衣装などであるが、本国アメリカでの公開当初は3D映画として公開された。音楽はエルマー・バーンスタインが担当している。日本では2011年にDVDとして発売された。公開から5年後の1958年には、『月へのミサイル』というタイトルでリメイクも製作されている。

## あらすじ
人類初の月探索ロケットに搭乗するグレンジャー隊長（ソニー・タフツ）率いる月探査チームの隊員たち。そのロケットは道中不慮の事故に遭うが、やっとのことで月へ着陸した。目前に広がる月世界に魅了される隊員たちだったが、唯一の女性隊員であるヘレン（マリー・ウィンザー）がロケットの窓から洞窟が見えたと言い、隊員たちはその洞窟内を探索し始める。その洞窟は酸素があり、隊員たちは宇宙服を脱いで奥へと向かった。するとその奥には巨大な宮殿があり、隊員たちはその月に文明があることを知る。更に調査を進めると、彼らの前に黒タイツに身を包んだキャットウーマンさながらの女性たちが現れる。アルファ（キャロル・ブリュースター）を筆頭とするその女性らはその星の住人であることと、かつて男性が存在していたが今は絶滅して女性しかいないことを隊員たちに告げる。そして賓客待遇で探査チームの隊員たちを出迎えるのだが、キャットウーマンたちには彼らのロケットを盗んで地球を征服するという目論みがあった。

## キャスト
- グレンジャー隊長 - ソニー・タフツ
- キップ - ヴィクター・ジョリー
- ヘレン - マリー・ウィンザー
- ダグ - ウィリアム・フィップス
- ウォルト - ダグラス・フォウリー
- アルファ - キャロル・ブリュースター
- ラムダ - スーザン・モロー

## スタッフ
- 監督 - アーサー・ヒルトン
- 脚本 - ロイ・ハミルトン
- 音楽 - エルマー・バーンスタイン
- 撮影 - ウィリアム・P・ウィットリー
- 製作 - ジャック・ラビン、アル・ジンバリスト